# Hayashi Tsuruichi
Hayashi Tsuruichi (japanisch 林 鶴一; * 13. Juni 1873 in Tokushima, Präfektur Tokushima; † 4. Oktober 1935 in Matsue, Präfektur Shimane) war ein japanischer Mathematiker.

## Leben und Wirken
Hayashi besuchte die dritte höhere Schule in Tokio und studierte Mathematik an der Kaiserlichen Universität Tokio unter Fujisawa Rikitarō (1861–1933) und Kikuchi Dairoku (1855–1917). 1897 erwarb er seinen Abschluss. Ein Kommilitone war Takagi Teiji. Hayashi unterrichtete Mathematik an der Higher Normal School in Tokio und später an der neu gegründeten Kaiserlichen Universität von Kyoto. 1907 wurde er Professor an der neu gegründeten Universität Tōhoku (eröffnet 1911), als Kollege von Fujiwara Matsusaburō. Er war dort Direktor des mathematischen Instituts, das er mit Fujiwara nach dem Vorbild des mathematischen Instituts in Göttingen anlegte.
1912 gründete er das Tohoku Mathematical Journal, eine der wichtigsten mathematischen Zeitschriften Japans und die erste international verbreitete Mathematikzeitschrift Japans.
Er befasste sich mit japanischer Mathematikgeschichte (Wasan), wobei er in Konkurrenz zu Mikami Yoshio stand. Seine gesammelten Aufsätze dazu erschienen postum. Von ihm stammen auch Mathematiklehrbücher für höhere Schulen.
1924 wurde er Mitglied der Leopoldina.

## Schriften (Auswahl)
- Wasan Kenkyu Shuroku, 2 Bände, Tokio 1937 (Gesammelte Aufsätze zur alten japanischen Mathematik)